# ژئوپارک قشم

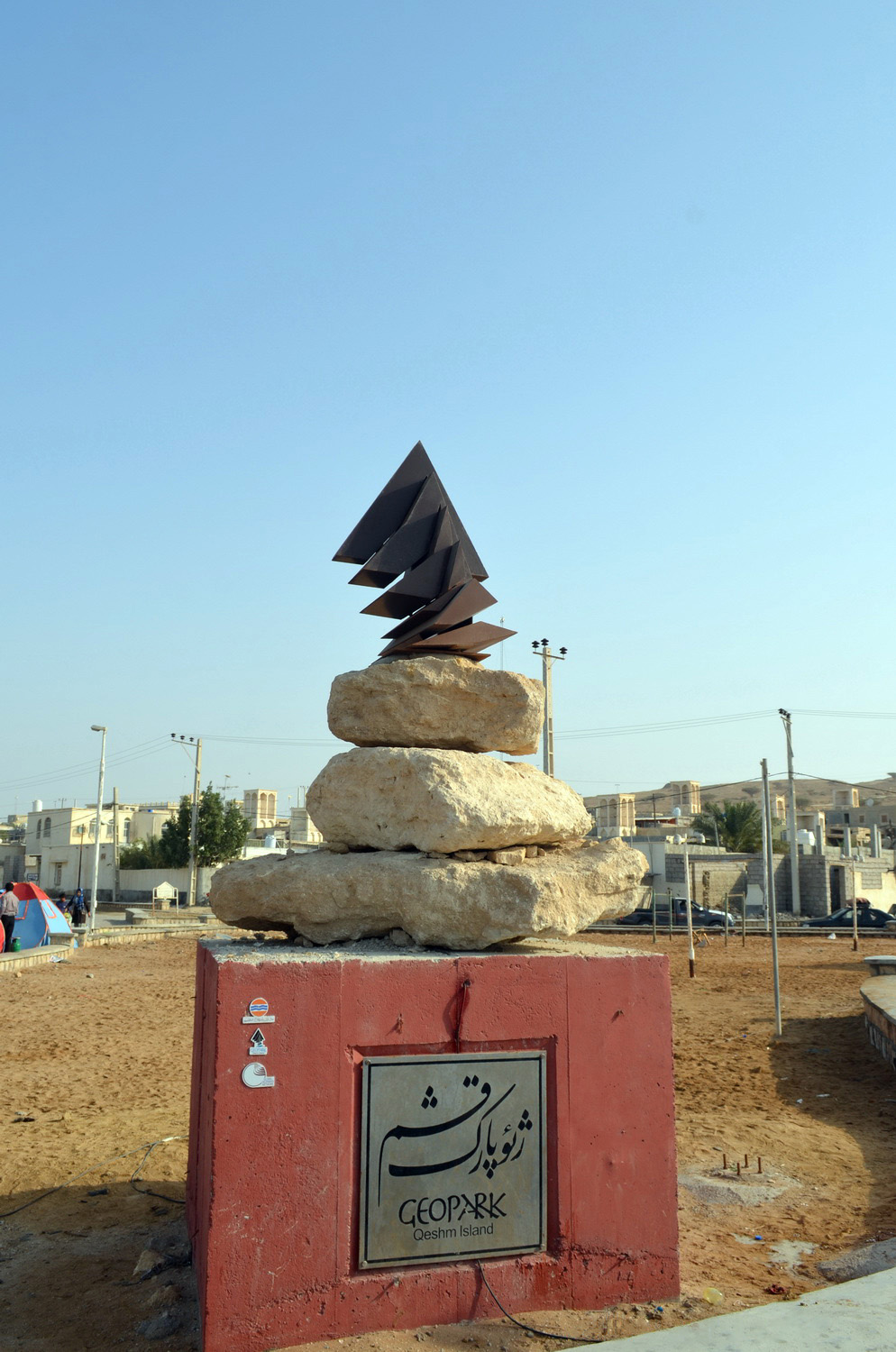
تابلوی سنگی ژئوپارک قشم در بندر لافت

ژئوپارک قشم، واقع در جزیره قشم استان هرمزگان در جنوب ایران، نخستین ژئوپارک خاورمیانه است که از سال ۱۳۸۵ به عضویت شبکه جهانی ژئوپارک‌های تحت حمایت یونسکو درآمده‌است.
حفاظت از این ژئوپارک و ژئوسایت‌های آن توسط جوامع محلی و با نظارت و آموزش مدیریت ژئوپارک قشم از طریق فعالیت‌های گردشگری سبز صورت می‌گیرد.

## ژئوپارک چیست؟
ژئوپارک‌ها محوطه‌هایی هستند که نشانگر تنوع عظیم زیستی و زمین‌شناختی کره زمین هستند.

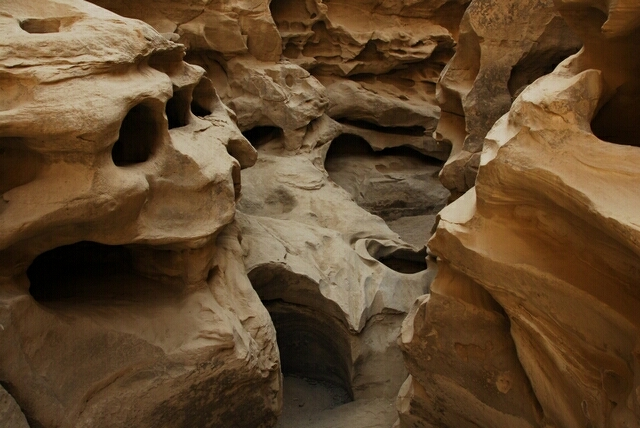
دره چاه‌کوه، یکی از ژئوسایت‌های ژئوپارک قشم

ژئوپارک‌های جهانی یونسکو، مناطقی هستند که از طریق برنامه‌های اجرا شده توسط جوامع محلی به‌منظور تقویت توسعه پایدار منطقه‌ای، تنوع زمین‌شناختی را ترویج می‌کنند. همچنین ژئوپارک‌ها به ارتقای آگاهی از تغییر اقلیم و بلایای طبیعی و همچنین پایش این پدیده‌ها کمک کرده و بسیاری از آن‌ها امکان تدوین راهبردهای کاهش خطر بلایای طبیعی را برای جوامع محلی فراهم می‌کنند.

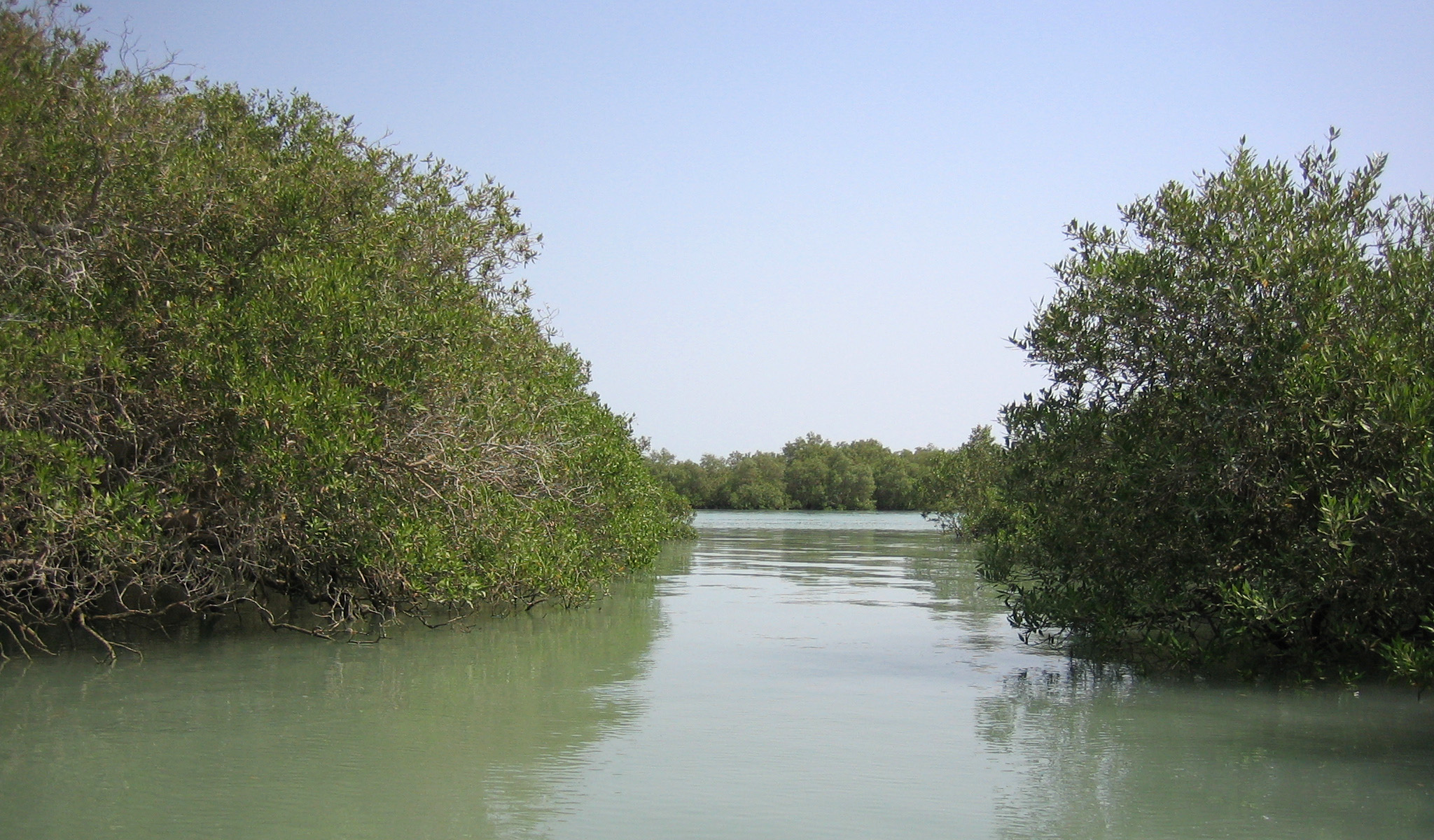
جنگل حرا یکی از ژئوسایت‌های ژئوپارک قشم

ژئوپارک‌ها نشان‌گر تاریخ ۴٫۶ میلیارد ساله کرهٔ زمین و تنوع زمین‌شناختی آن هستند و در شکل‌گیری زندگی انسانی و جوامع بشری مؤثر بوده‌اند.
به دلیل اهمیت گردشگری پایدار، سازمان ملل متحد سال ۲۰۱۷ را به عنوان سال گردشگری پایدار برای توسعه نامگذاری کرده‌است.
ژئوپارک‌ها پس از تأیید شورای عالی ژئوپارک، در شورای اجرایی یونسکو هم به تصویب می‌رسند و در شبکهٔ جهانی ژئوپارک‌های یونسکو ثبت می‌شوند.
در حال حاضر تعداد ژئوپارک‌های موجود در شبکه جهانی به ۱۲۷ ژئوپارک در ۳۵ کشور جهان رسیده و ژئوپارک قشم، تنها ژئوپارک ایران و منطقهٔ خاورمیانه است.

## پیشینه
جزیرهٔ قشم که به شکل دلفین در تنگهٔ هرمز در سواحل جنوبی ایران واقع است دارای تشکیلات زمین‌شناختی منحصر به فردی است که در اثر فرسایش ایجاد شده و مناطقی بسیار زیبا و دیدنی به شکل بیابان‌های سنگی ایجاد کرده‌است.
به دلیل وجود منابع طبیعی فراوان در چشم‌اندازهای منحصر به‌فرد به ویژه ساختارهای زمین‌شناختی استثنایی، ژئوپارک جهانی قشم در بخش غربی جزیره قشم واقع شده‌است.

غار خربس یکی از ژئوسایت‌های ژئوپارک قشم

ژئوپارک قشم به دلیل موقعیت استراتژیک خود در خلیج فارس از اهمیت بالایی برخوردار است و نماینده منطقه‌ای میان ژئوپارک‌های آسیای شرقی و اروپایی است. از نظر تنوع زمین‌شناختی و نیز تنوع سایت‌های موجود، جزیرهٔ قشم از تنوع فرهنگی و زمین‌شناختی بالایی برخوردار است
۲۱ مارس ۲۰۰۶ در نشست پاریس، ژئوپارک قشم به عنوان تنها ژئوپارک خاورمیانه در شبکه جهانی ژئوپارک‌ها (GGN) به ثبت رسید.

## خروج از یونسکو
دی ماه ۱۳۹۱ ژئوپارک قشم به دلیل ناتوانی مدیران سازمان منطقه آزاد قشم در انجام معیارهای ثبت جهانی ژئوپارک از فهرست یونسکو خارج شد.
نصب تابلو و علائم راهنمایی، احداث راه‌های دسترسی، ساخت اماکن اقامتی مانند هتل و مجموعه عوامل پشتیبانی برای حضور گردشگران در منطقه از جمله درخواست‌های یونسکو بود که باید در منطقه ژئوپارک قشم ایجاد می‌شد، اما به آن توجه نشد.

## تأیید دوباره یونسکو
پس از تغییر دولت، مدیریت جدید ژئوپارک قشم با همراهی شبانه‌روزی جامعه محلی، کارشناسان و مدیران و با حمایت کامل مدیریت عامل سازمان منطقه آزاد قشم تلاش‌های زیادی کردند تا ژئوپارک قشم بار دیگر بتواند کارت سبز یونسکو را دریافت کند و دوباره به این عنوان ارزشمند دست یابد.
پرونده بازگشت ژئوپارک قشم به منظور بازگشت به شبکه جهانی ژئوپارک‌ها آذرماه سال ۱۳۹۴ و پس از اقدام‌های مختلف به منظور حل مشکلات مطرح شده به یونسکو ارسال شد.
سرانجام ۱۵ اردیبهشت ۱۳۹۶ در دویست و یکمین نشست ژئوپارک‌های یونسکو که در فرانسه برگزار شد، ژئوپارک قشم کارت سبز گرفت و بار دیگر جهانی شد.
امروز ژئوپارک قشم به عنوان یک ژئوپارک جهانی در یک دوره چهارساله تأیید شده و تا سال ۲۰۲۰ به‌صورت رسمی زیرنظر یونسکو فعالیت خواهد کرد.

## ژئوسایت‌ها
ژئوپارک قشم دارای ۳۵ ژئوسایت است که عبارت‌اند از:
دره ستاره افتاده (درهٔ ستاره‌ها)، کورکوراکوه، بام قشم، دره تندیس‌ها، دره شور، تنگه چاه‌کوه، نمکدان، کریان، موزهٔ ژئوپارک، پهنه‌های گلی، ساحل کرق، دره قاضی، تنگه اولی، بصیرا، چاکویر، جزایر ناز، ژئو لینک، باسعیدو، خلیج دیرستان، جنگل حرا، ساحل تخم‌گذاری لاک‌پشت‌ها، صخرهٔ خرچنگ‌ها، روستای لافت، غار خربس، تالاب پرندگان دو کوهک

## چشم‌انداز
مطرح شدن ژئوپارک قشم زمینه توسعه روزافزون گردشگری در سطح بین‌الملل و در پی آن توسعه اقتصادی و اشتغال بخش عظیمی از بومیان جزیره در کنار مراقبت صحیح از میراث ماندگار فرهنگی بر اساس استانداردهای بین‌المللی یونسکو را فراهم می‌سازد.